# Vestre Toten
Vestre Toten est une kommune de Norvège. Elle est située dans le comté d'Innland, issu de la fusion des comtés d'Oppland et Hedmark.